# Domenico Sigalini
Domenico Sigalini (Dello, província de Brescia, Itália, 7 de junho de 1942) é um clérigo italiano e bispo católico romano emérito de Palestrina.
Domenico Sigalini recebeu o Sacramento da Ordem em 23 de abril de 1966, após sua formação teológica no Seminário de Brescia. De 1966 a 1969 foi vigário em Frontignano e Bargnano (Brescia) e também vice-reitor do seminário de Brescia. Em 1971 graduou-se em matemática pela Universidade de Milão e ensinou matemática no Seminário de Brescia de 1967 a 1991. Sigalini tornou-se então assistente do então Arcebispo Dionigi Tettamanzi, Secretário Geral da Conferência Episcopal Italiana CEI. Em 1993 foi-lhe confiada a organização da pastoral juvenil para toda a Itália. Em 2001 tornou-se Assistente Espiritual Adjunto da Ação Católica Itália. Ele esteve particularmente envolvido na preparação e celebração da Jornada Mundial da Juventude em Denver (1993), Manila (1995), Paris (1997), Toronto (2002) e especialmente Roma (2000).[1]
Em 24 de março de 2005, o Papa João Paulo II o nomeou Bispo de Palestrina. O Cardeal Vigário da Diocese de Roma, Camillo Ruini, o consagrou em 15 de maio do mesmo ano; Os co-consagradores foram o Bispo de Brescia, Giulio Sanguineti, e seu antecessor como Bispo de Palestrina, Eduardo Davino. Em 3 de novembro de 2007, o Papa Bento XVI fez a nomeação como Capelão Geral da Ação Católica Itália (Azione Cattolica Italiana), cargo que ocupou até 2010. Em 2010 tornou-se Presidente da Comissão Episcopal para os Leigos.
O Papa Francisco aceitou sua aposentadoria em 31 de julho de 2017.